# 膣性交
膣性交（ちつせいこう）あるいは陰茎膣性交とは、勃起した陰茎を膣に挿入して行う、人間の性行為における挿入性交の一形態である。人間以外の動物の交尾や交接に相当し、異性間の性行為の代表的なものであるため、単に「性交」「セックス」と呼ぶ場合は膣性交、または膣性交を含む一連の性行為を表すことが多い。
肛門への挿入による肛門性交（アナルセックス）や、オーラルセックスの一種であり女性が口や舌で陰茎を愛撫するフェラチオなどと対比する概念である。
さまざまな性交体位を用いることができ、体位によって膣への陰茎の結合の深さや挿入角度、刺激される性感帯が異なる。挿入後、リズミカルに腰を前後に動かすことで陰茎を膣に出し入れしたり（ピストン運動）、腰を回転させたり、その他のテクニックを使ったりして、さらに刺激を与えることが多い。
生物学的な意味合いとしては生殖行為（子作り）であり、体内受精によって生殖を行う哺乳類の一種として、男女の生殖器を結合させて女性器の中に射精（膣内射精）して精子を送り込み、卵子を受精させて妊娠させることにあるが、ヒトの性交においては子作りを目的とせず快楽を追求して行われることも多い。 

## 生物学的機能

ヒトの一生におけるプロセス:
1. 性成熟; 2. 精子形成と卵子形成;
3. 体内受精を伴う膣性交;
4. 受精卵; 5. 胎児の発育;
6. 分娩; 7. 思春期.

性的快感への欲求は膣性交を行う主要な動機である。赤ちゃんが欲しい、もっと子供が欲しいという願いも動機となる。
膣性交の生物学的機能はヒトの生殖である。コンドームを使用しない性交では、性交中に男性から分泌される尿道球腺液に含まれる少数の精子が、その後、男性の射精（膣内射精）によって、およそ数千万から数億というおびただしい数の精子が膣内に入る。
膣内に射出された精子は女性の子宮頸管と子宮を泳いで卵管に入る。受精可能な卵子に出会った場合、または排卵が数時間または数日後に起こった場合、1匹の精子がその卵子と受精することができる。こうしてできた受精卵は初期胚段階へと成長し、その間に卵管から子宮へと移動する。胚が着床し、胚盤胞と呼ばれる発育段階に達してhCGを分泌するようになると妊娠の成立となる。避妊具を使用しない場合、女性の排卵周期に合わせて膣性交すると、比較的高い確率で妊娠が成立する。膣性交で妊娠に至ることを自然妊娠という。
ヒトには発情期がないため、季節に関係なく年中いつでも、また、女性がすでに妊娠している場合や閉経後であっても、膣性交を行うことができる。
（これ以上の）子供を望まないが膣性交を行いたいカップルは、経口避妊薬（ピル）やコンドームをはじめとする種々の避妊法を用いる。世界では、生殖年齢にある女性のいるカップルの約57%が近代的な避妊法を用いている。
性感染症への罹患を防ぐセーファーセックスの原則は膣性交による生殖とは相容れない。赤ちゃんを望むカップルは、WHOが推奨する性感染症の検査を受け、検出された性感染症を治療した後、避妊せずに膣性交を行うことで赤ちゃんを作ることができる。性感染症に罹患していないことを結婚を機に検査することもある（ブライダルチェック）。

## 法的状況
個人間の性交は法的には各々の私的領域の一部であるが、以下のような法的制約がある。
自分または相手が別の相手と婚姻関係にあるにも関わらず性交すること（不倫）は不貞行為とされ、離婚訴訟や慰謝料請求などの係争上不利に判断される。国や文化圏によっては処罰の対象となる。
成人と未成年者との性交渉は、一般的にそれぞれの国における性的同意年齢に達した後にのみ許されるが、このルールに特別な例外を設けている国や地域もある。これらの例外には、未成年者が成人と法的に婚姻関係にある場合や、成人と一定の年齢差以内の場合などがある。西側文化圏の多くの国では未婚の青少年同士の性交渉は許されており一般的であるが、避妊に関する性教育の欠如は、しばしば10代の妊娠につながる。
相手の同意なしに行われた膣性交はレイプにあたる。性交同意年齢に達していない子供との性交は、相手が男児であるか女児であるかに関係なく、たとえ子供が性交に同意したとしても、同意が無効（性交同意能力がない）とみなされるため同様にレイプにあたる。
婚姻関係にあることを性交容認の要件とし未婚者の性交を戒める考えは西側文化圏でも保守的な地域では文化的・宗教的に残されており、対照的に、結婚したカップルは結婚初夜に膣性交（初夜性交）を行ってはじめて「結婚が完成」すると考えられている。
イスラーム文化圏で法体系にシャリーアを適用する国では、結婚していない相手とのいかなる性行為も禁じたコーランによる宗教的規則が法律の一部となっている。

## 心理学的側面
性的快感への欲求は一般的に性行為に対する自然な動機になる。
男女のホルモンレベルを調べ、一方は膣性交を行い、もう一方はオーガズムに達するまでマスターベーションを行うという実験的研究では、男女ともにプロラクチンの増加は、マスターベーション後よりも膣性交後の方が400%高いことがわかった。これは、膣性交の方が生理学的に満足度が高いことを意味すると解釈されている。
満足度の高い関係においては、健康と幸福にプラスの効果があることが証明されている。2012年に行われた研究によると、満足のいく関係ではパートナー双方にストレス軽減効果が見られたが、不満足な関係では見られなかった。
子孫を残すための準備として、陰茎と膣の性交は、生殖機能だけでなく、特に女性にとって心理的な面や秘跡的な面などさまざまな属性と結びついている。

## 解説

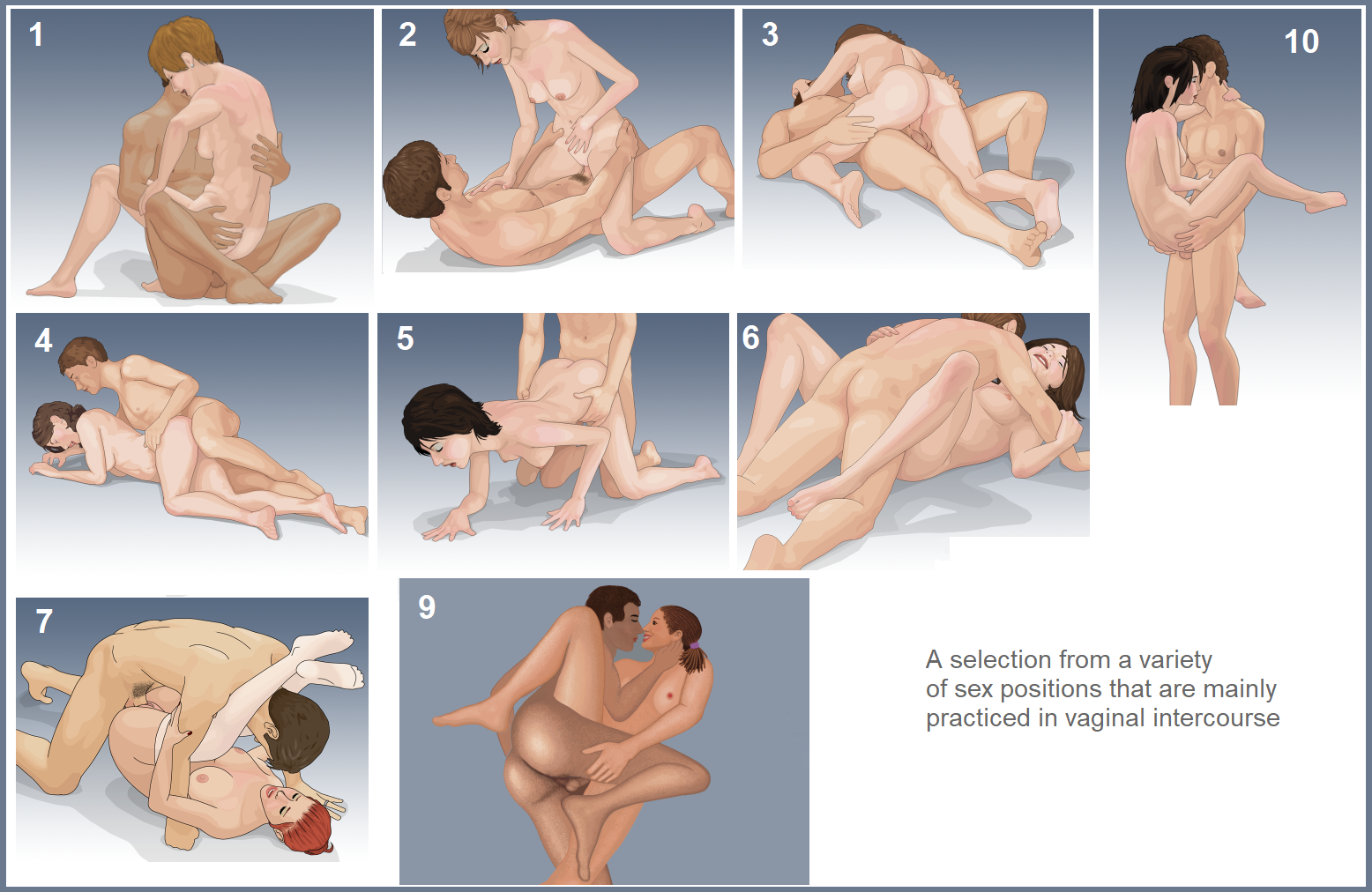
10の主な性交体位

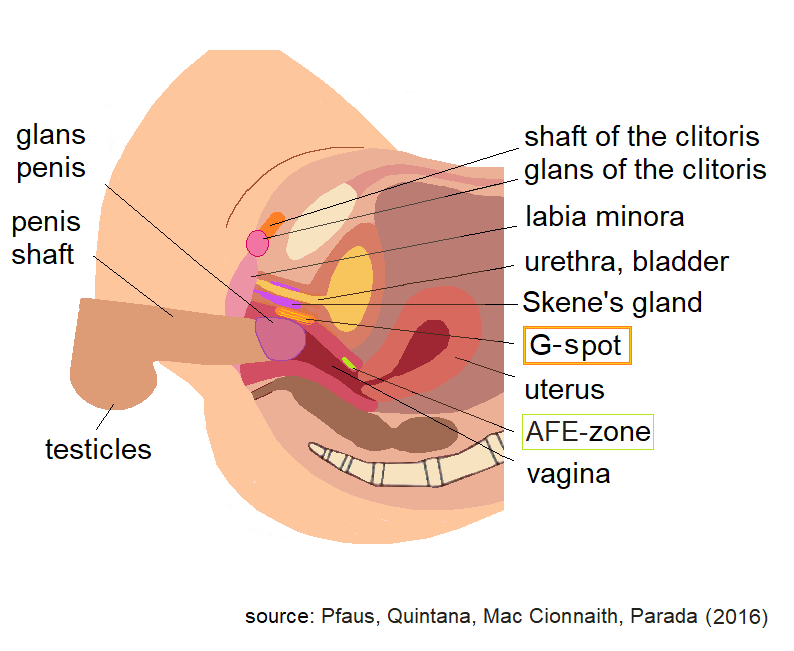
陰茎の挿入によるGスポットの刺激

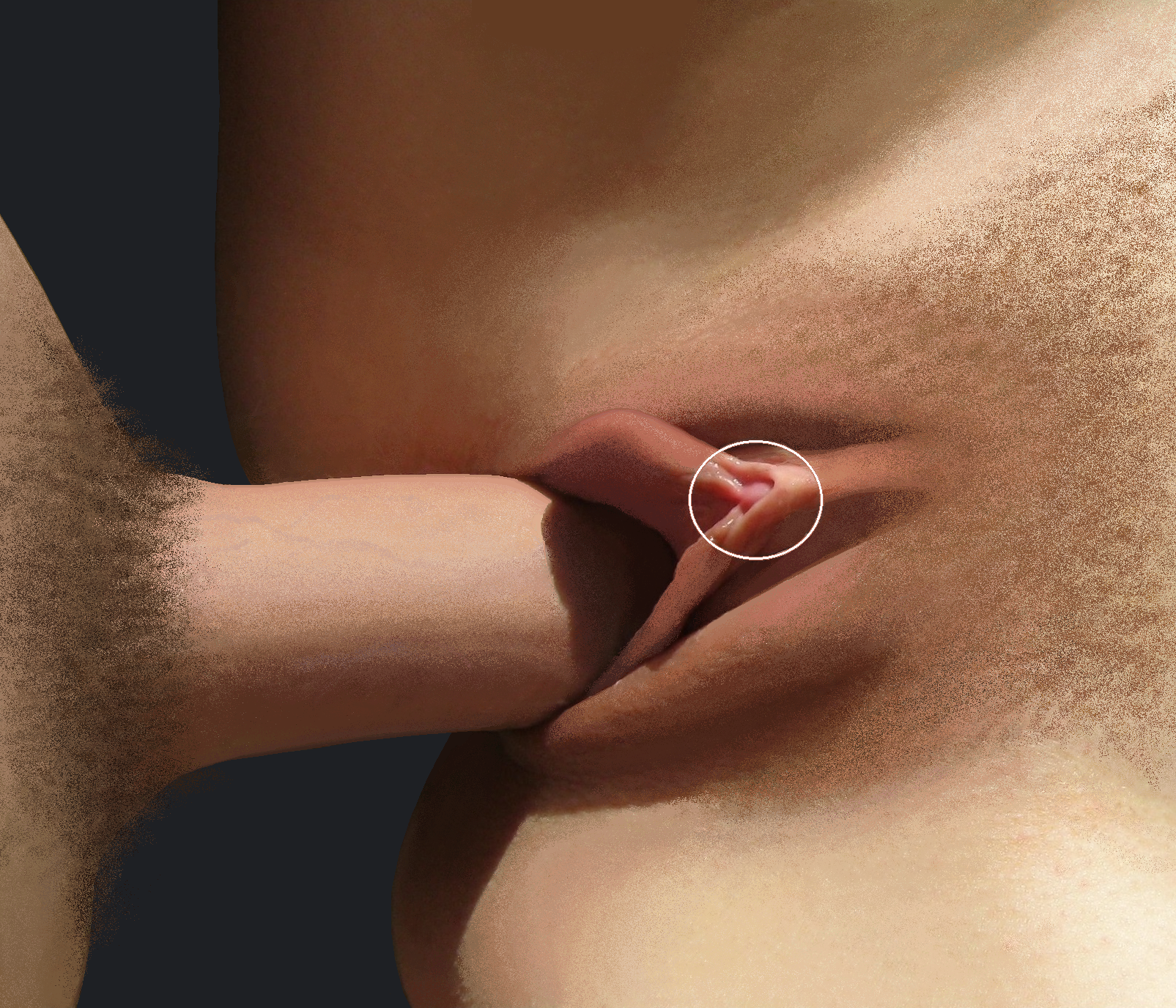
よく膨満した陰唇と勃起したクリトリス。クリトリスが陰茎によって刺激されるかどうかは、クリトリスと尿道口間の距離、性交体位、および動きに依存する。

ヒトを含むすべての哺乳類において、膣への陰茎の挿入は種の存続に寄与する本能的な行動である。ヒトにおいては〜学習された行動も重要な役割を果たしている（性的スクリプト）。
膣性交の準備には通常、キス、愛撫、ペッティング、オーラルセックスなどの前戯が含まれる。本項の性交体位の挿絵のように男女とも全裸になって体を重ねて膣性交を行うのが代表的であるが、男女ともはじめから全裸になる場合のほか、前戯の際に徐々に脱ぐ/脱がせる場合や、下半身のみを脱衣して行う場合、あるいは着衣のまま性器のみを露出して行う場合など様々である。寝室のベッドで行う場合は、季節により、毛布や布団などで体を保温しながら行う場合や、全裸でも快適なように空調で部屋の温度を調整して行う場合がある。
陰茎を膣に挿入するには、男性の陰茎が硬く勃起し、女性からは陰茎挿入時の膣壁との摩擦をやわらげる膣分泌液（愛液）が充分に分泌されて膣内や膣口がぬるぬるとした潤いをもっていることが必要条件である。
常に不十分な勃起状態にしかならない疾患を勃起不全（ED）と言い、硬度の不足によって膣に挿入することができず、逆に膣圧に抗えず押し戻されてしまい膣性交が不可能となるため、治療が必要である。また、膣分泌液（愛液）の分泌が不足している場合は摩擦が強く、女性の側もしくは双方ともに痛み（性交痛）が生じ、無理に挿入しようとすれば負傷するリスクがある（#怪我のリスクを参照）。潤滑が不足する場合には薬局などで購入できるリューブゼリーを用いることで潤滑を補うことができ、日本家族計画協会が使用を推奨している。
前戯による性的興奮の高まりは男性の勃起と女性の愛液分泌を促す。男性の性的興奮が高まったときに分泌される尿道球腺液（カウパー氏腺液）で陰茎亀頭がぬるぬるとした潤いを持っている場合はさらに挿入の助けとなる。女性にとっては、前戯による肉体的な性的興奮とクリトリスの勃起が、膣内にあるGスポットの反応の前提条件となる。通常、男性の性的興奮は早く高まるが、女性は充分な時間を必要とする。
2人の性的興奮の高まり方や膣性交の持続時間は、性交体位や動きの速さ・強さ、性感帯への愛撫などによって影響を受けることがある。女性の場合、骨盤底筋トレーニングや、性交時に腰を積極的に動かすことでオーガズムに達する可能性が高まる。
2005年の調査によると、陰茎の挿入から男性のオーガズムまでの時間（膣内射精潜時 (IELT)）は0.55分（33秒）から44.1分の間で分布し、多くは数分から10分程度で射精に至る。射精すると陰茎の勃起は収まり、性的刺激に対して反応しない射精後不応期（俗にいう賢者タイム）に入るため、膣性交を継続することは困難であり、後戯を経て一連の性行為が終了することが多い。
性経験のある男性は、女性のパートナーに必要な時間を与えるために遅延テクニックを使用する。ほとんどの男性は、自分の興奮とオーガズムを意図的に遅らせることを思春期からの習慣的なマスターベーションによって実践的に学ぶことができる。
男性の鋭敏な性感帯である陰茎亀頭は膣性交時は常に膣に包まれており、絶えず刺激されているため、出し入れすることで男性は比較的すぐにオーガズムに達することができるのに対し、クリトリスは膣の入り口から離れたところにあり、物理的に触れられることがあまりない。鋭敏な性感帯であるクリトリスには、性的興奮を引き起こし、オーガズムを得るために不可欠な機能があるが、多くの女性にとって、膣内での陰茎の動きは、限定的な興奮の増大しか引き起こさない。多くの女性は、膣外にあるクリトリスと膣内の性感帯の両方が同時に充分な時間刺激され続けると、オーガズムに達する。クリトリスへの刺激がない場合は女性の23.3%が膣性交中にオーガズムに達するが、クリトリスへの同時刺激では74%に上昇する。
膣性交の終了後は陰茎や膣口についた精液や膣分泌液をティッシュペーパーなどで拭い、いくらかの後戯を行って終了となる。男性では射精経路に残った精液が勃起の解消とともに後から漏れ出てくることや、女性では膣内射精された場合に男性の精液が膣口から漏れ出ること（英語のスラングでは creampie と呼ばれる現象）、おりものや膣分泌液は少量ながら常に分泌されていることから、就寝前の性交でそのまま眠りにつく場合でも、寝具を汚さないよう下着（パンツ、ショーツ）は着用して就寝することが多い。

## 怪我のリスク

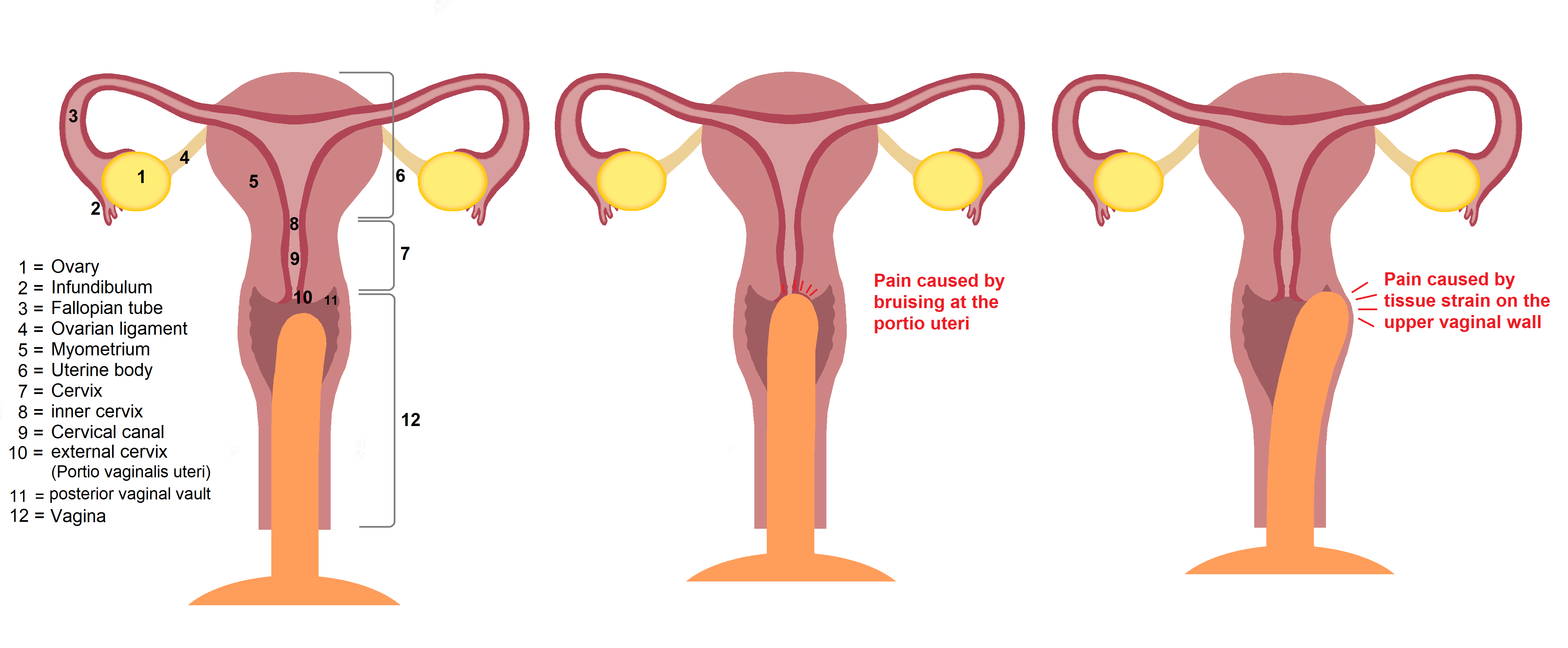
女性が性的に興奮すると、膣は広く長くなる。興奮がない場合、特段大きくない陰茎でも子宮頸部や膣円蓋にぶつかり、痛みを引き起こすことがある。

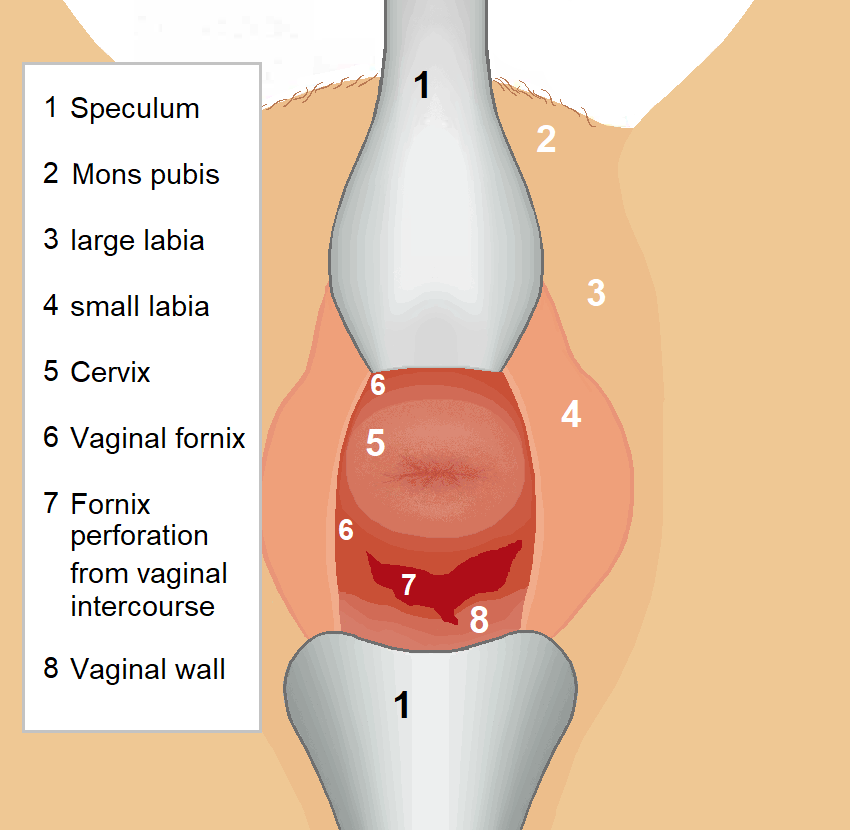
粗暴で深い陰茎挿入により受傷した膣円蓋

膣分泌液が充分に分泌され膣粘膜に潤いのある女性では、陰茎による摩擦は痛みを伴わない。膣の湿潤不足や、過度な長時間にわたる性交では、物理的刺激によって粘膜を痛めることがある。
伸長した膣の長さは人によって異なる。平均値は13cm（±3cm）で、これは陰茎の平均的な長さに相当する。安静時の膣はかなり短い。1993年の研究では、その平均値は9.2cmとされ、2006年の研究では6.27cmで、4.1～9.5cmの間で長さのばらつきがある。
女性が充分に興奮していない状態で深く挿入した場合、陰茎亀頭は子宮頸部にぶつかり、痛みを引き起こす。陰茎が大きすぎることによって膣の伸張能力を超える場合も、痛みと炎症が生じる。膣が短い場合にも同じことが起こる。どちらの場合も、前戯によってクリトリスを刺激する時間を意識し、あまり深く挿入しすぎないようにすることが改善策となる。同意の上で膣性交をした女性とレイプ被害者との比較研究によると、同意の上での性交では6.9%の女性が性器に傷を負っていたのに対し、レイプされた女性では22.8%が性器に傷を負っていた。

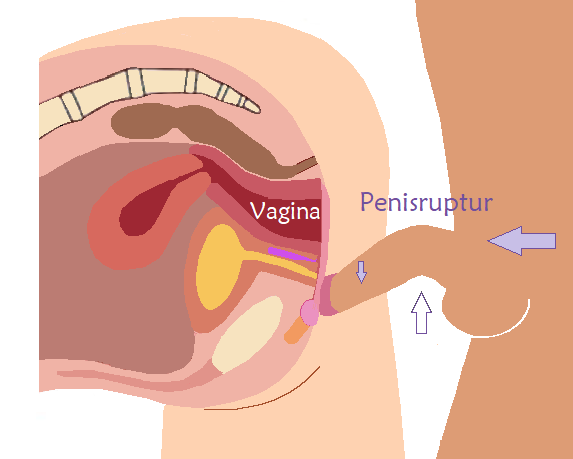

男性では、勃起時に陰茎が曲がっていると陰茎折症を起こす危険性がある。これは救急医療が必要なケースである。2017年と2022年に行われた研究によると、男性が陰茎折症を起こす事故は後背位で多く発生しているが、騎乗位でも不注意な動きによって男性にこのような重傷を負わせることがある。
原因のひとつは、陰茎が膣口から外れ、次のピストン動作の際に、恥骨と恥骨結合がある膣口の下の部分に力任せにぶつかり、ペニスを急激に曲げてしまうことである。正常位ではこのような事故はまれである。
不適切な挿入角度やパートナーの一方または双方の体位の変化も、陰茎海綿体の深刻なねじれ、ひいては陰茎折症につながる危険性がある。

## パートナーのテクニック
2021年、アメリカの女性3017人を対象とした調査で、女性が男性パートナーとの膣性交をより楽しく、興奮するものにする方法が明らかになった。

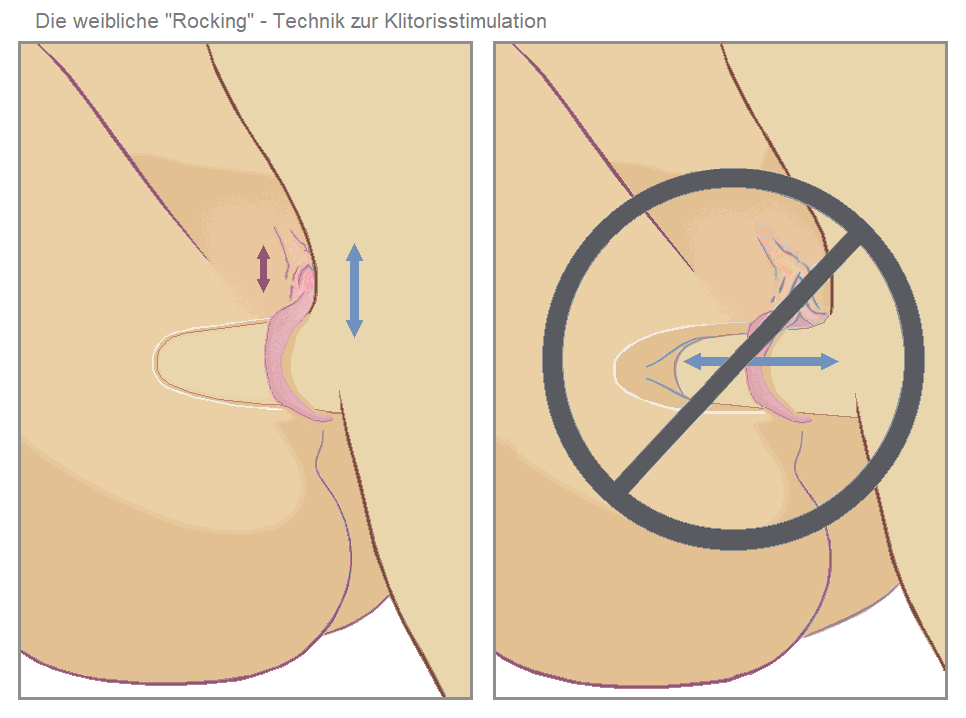
ロッキング

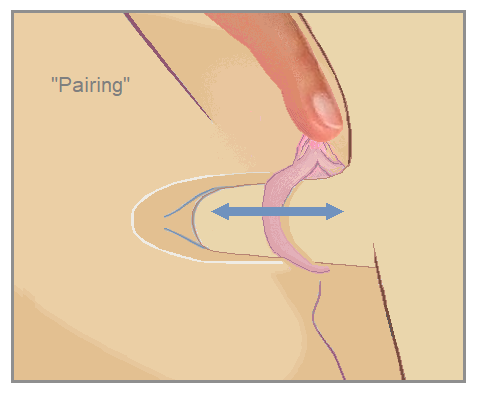
ペアリング

- アングリング (Angling)：87.5%の女性は、ペニスが圧迫したり摩擦したりする場所や感じ方をコントロールするため、腰を回転させたり持ち上げたり下げたりすることで快感を高めていた。
- ロッキング (Rocking)：76%の女性は、長い時間陰茎を出し入れすることなく常に膣内に深く挿入し、クリトリスを陰茎の根元にこすりつけることで性的興奮を高めていた。
- シャローイング (Shallowing)：84%の女性が「浅い」挿入を楽しみ、反応する。つまり陰茎の先端が膣の前半部分（Gスポット）のみを動き、外側や奥深くには動かない場合である。
- ペアリング (Pairing)：69.7%の女性が、膣性交中に自身やパートナーが指やバイブレータでクリトリスを同時に刺激したときに、最もオーガズムに達しやすいと回答した。

このようなテクニックを知ることで、女性は自分の好みをパートナーに伝えることができる。ペアリング (Pairing) は、ベティ・ドッドソンが無オーガズム症に悩む女性のためのコーチングで、膣にディルドを挿入し、バイブレータをクリトリスに添わせることで、1970年代から成功裏にテストされてきた。他のテクニックも、パートナーと同じように膣性交でオーガズムを体験したいと願う女性に対する彼女のコーチングの一部であった。

## 物理的条件
月経痛や、衛生的または文化的な理由により、月経中の禁欲が必要となることがある。痛みのない性交には、膣分泌液（愛液）の分泌が不可欠である。男性では、痛みのない陰茎と勃起能力が前提条件となる。
シャリテー－ベルリン医科大学が2002年に行った調査によると、女性にとってパートナーの匂いは快感を刺激したり抑制したりする上で最初の効果を持ち、次いでムード、個人的な衛生状態、クリトリスへの刺激、性病からの安全性が続く。パートナーの色気や陰茎の長さは従属的な役割を果たした。一般的に女性は嗅覚的知覚に、男性は視覚的知覚に強く反応する。
さまざまな要因が不快感や痛みの原因となる（性交痛）。女性の治療は婦人科の専門医が、男性の治療は泌尿器科と皮膚科の専門医が担当する。
身体障害を持つ人々にとっても、不快感を引き起こさない性交体位は通常可能である。慢性腰痛の患者を対象とした研究では、81%が性的問題を訴え、66%がその問題を医師に話したことがなかった。